# Comins Mansfield
Comins Mansfield (Witheridge, 14 giugno 1896 – Paignton, 28 marzo 1984) è stato un compositore di scacchi inglese.
Il suo nome piuttosto inusuale fu scelto dal padre, Herbert John Mansfield, per ricordare Miss Comins, una governante cui era stato affidato nell'infanzia. Compose il suo primo problema all'età di 15 anni. Nell'arco di 65 anni, fino alla morte all'età di 87 anni, compose 980 problemi, tutti di matto in due. È probabilmente l'unico problemista che ha composto unicamente i classici "due mosse". Giustificò questa scelta dicendo: «La vita è troppo breve per poter fare altro».
Nel 1956 fu nominato dalla FIDE Arbitro Internazionale della composizione.  Nel 1972 fu tra i primi quattro compositori che ricevettero il titolo di Grande Maestro della composizione. È stato finora l'unico inglese, oltre a Norman Macleod, ad ottenere questo titolo.
Comins Mansfield ha contribuito in modo determinante allo sviluppo dei problemi classici in due mosse nel XX secolo. Le sue composizioni sono caratterizzate da idee originali, economia, rigore, chiarezza e potenza espressiva. È considerato un genio del due mosse.
Mansfield è stato presidente della British Chess Problem Society (BCPS) dal 1949 al 1951, e presidente della Commissione permanente per la composizione scacchistica (PCCC) dal 1963 al 1971.
Di professione era impiegato in una manifattura di tabacchi di Bristol.

## Problemi d'esempio
|   | a | b | c | d | e | f | g | h |   |
| 8 | b8 cavallo del bianco · d8 cavallo del nero · c7 pedone del nero · a6 torre del nero · b5 pedone del nero · c5 pedone del bianco · d5 re del nero · f5 pedone del bianco · h5 torre del bianco · b4 pedone del bianco · e4 alfiere del nero · d3 alfiere del bianco · f3 cavallo del bianco · g2 donna del bianco · d1 torre del bianco · g1 re del bianco | b8 cavallo del bianco · d8 cavallo del nero · c7 pedone del nero · a6 torre del nero · b5 pedone del nero · c5 pedone del bianco · d5 re del nero · f5 pedone del bianco · h5 torre del bianco · b4 pedone del bianco · e4 alfiere del nero · d3 alfiere del bianco · f3 cavallo del bianco · g2 donna del bianco · d1 torre del bianco · g1 re del bianco | b8 cavallo del bianco · d8 cavallo del nero · c7 pedone del nero · a6 torre del nero · b5 pedone del nero · c5 pedone del bianco · d5 re del nero · f5 pedone del bianco · h5 torre del bianco · b4 pedone del bianco · e4 alfiere del nero · d3 alfiere del bianco · f3 cavallo del bianco · g2 donna del bianco · d1 torre del bianco · g1 re del bianco | b8 cavallo del bianco · d8 cavallo del nero · c7 pedone del nero · a6 torre del nero · b5 pedone del nero · c5 pedone del bianco · d5 re del nero · f5 pedone del bianco · h5 torre del bianco · b4 pedone del bianco · e4 alfiere del nero · d3 alfiere del bianco · f3 cavallo del bianco · g2 donna del bianco · d1 torre del bianco · g1 re del bianco | b8 cavallo del bianco · d8 cavallo del nero · c7 pedone del nero · a6 torre del nero · b5 pedone del nero · c5 pedone del bianco · d5 re del nero · f5 pedone del bianco · h5 torre del bianco · b4 pedone del bianco · e4 alfiere del nero · d3 alfiere del bianco · f3 cavallo del bianco · g2 donna del bianco · d1 torre del bianco · g1 re del bianco | b8 cavallo del bianco · d8 cavallo del nero · c7 pedone del nero · a6 torre del nero · b5 pedone del nero · c5 pedone del bianco · d5 re del nero · f5 pedone del bianco · h5 torre del bianco · b4 pedone del bianco · e4 alfiere del nero · d3 alfiere del bianco · f3 cavallo del bianco · g2 donna del bianco · d1 torre del bianco · g1 re del bianco | b8 cavallo del bianco · d8 cavallo del nero · c7 pedone del nero · a6 torre del nero · b5 pedone del nero · c5 pedone del bianco · d5 re del nero · f5 pedone del bianco · h5 torre del bianco · b4 pedone del bianco · e4 alfiere del nero · d3 alfiere del bianco · f3 cavallo del bianco · g2 donna del bianco · d1 torre del bianco · g1 re del bianco | b8 cavallo del bianco · d8 cavallo del nero · c7 pedone del nero · a6 torre del nero · b5 pedone del nero · c5 pedone del bianco · d5 re del nero · f5 pedone del bianco · h5 torre del bianco · b4 pedone del bianco · e4 alfiere del nero · d3 alfiere del bianco · f3 cavallo del bianco · g2 donna del bianco · d1 torre del bianco · g1 re del bianco | 8 |
| 7 | b8 cavallo del bianco · d8 cavallo del nero · c7 pedone del nero · a6 torre del nero · b5 pedone del nero · c5 pedone del bianco · d5 re del nero · f5 pedone del bianco · h5 torre del bianco · b4 pedone del bianco · e4 alfiere del nero · d3 alfiere del bianco · f3 cavallo del bianco · g2 donna del bianco · d1 torre del bianco · g1 re del bianco | b8 cavallo del bianco · d8 cavallo del nero · c7 pedone del nero · a6 torre del nero · b5 pedone del nero · c5 pedone del bianco · d5 re del nero · f5 pedone del bianco · h5 torre del bianco · b4 pedone del bianco · e4 alfiere del nero · d3 alfiere del bianco · f3 cavallo del bianco · g2 donna del bianco · d1 torre del bianco · g1 re del bianco | b8 cavallo del bianco · d8 cavallo del nero · c7 pedone del nero · a6 torre del nero · b5 pedone del nero · c5 pedone del bianco · d5 re del nero · f5 pedone del bianco · h5 torre del bianco · b4 pedone del bianco · e4 alfiere del nero · d3 alfiere del bianco · f3 cavallo del bianco · g2 donna del bianco · d1 torre del bianco · g1 re del bianco | b8 cavallo del bianco · d8 cavallo del nero · c7 pedone del nero · a6 torre del nero · b5 pedone del nero · c5 pedone del bianco · d5 re del nero · f5 pedone del bianco · h5 torre del bianco · b4 pedone del bianco · e4 alfiere del nero · d3 alfiere del bianco · f3 cavallo del bianco · g2 donna del bianco · d1 torre del bianco · g1 re del bianco | b8 cavallo del bianco · d8 cavallo del nero · c7 pedone del nero · a6 torre del nero · b5 pedone del nero · c5 pedone del bianco · d5 re del nero · f5 pedone del bianco · h5 torre del bianco · b4 pedone del bianco · e4 alfiere del nero · d3 alfiere del bianco · f3 cavallo del bianco · g2 donna del bianco · d1 torre del bianco · g1 re del bianco | b8 cavallo del bianco · d8 cavallo del nero · c7 pedone del nero · a6 torre del nero · b5 pedone del nero · c5 pedone del bianco · d5 re del nero · f5 pedone del bianco · h5 torre del bianco · b4 pedone del bianco · e4 alfiere del nero · d3 alfiere del bianco · f3 cavallo del bianco · g2 donna del bianco · d1 torre del bianco · g1 re del bianco | b8 cavallo del bianco · d8 cavallo del nero · c7 pedone del nero · a6 torre del nero · b5 pedone del nero · c5 pedone del bianco · d5 re del nero · f5 pedone del bianco · h5 torre del bianco · b4 pedone del bianco · e4 alfiere del nero · d3 alfiere del bianco · f3 cavallo del bianco · g2 donna del bianco · d1 torre del bianco · g1 re del bianco | b8 cavallo del bianco · d8 cavallo del nero · c7 pedone del nero · a6 torre del nero · b5 pedone del nero · c5 pedone del bianco · d5 re del nero · f5 pedone del bianco · h5 torre del bianco · b4 pedone del bianco · e4 alfiere del nero · d3 alfiere del bianco · f3 cavallo del bianco · g2 donna del bianco · d1 torre del bianco · g1 re del bianco | 7 |
| 6 | b8 cavallo del bianco · d8 cavallo del nero · c7 pedone del nero · a6 torre del nero · b5 pedone del nero · c5 pedone del bianco · d5 re del nero · f5 pedone del bianco · h5 torre del bianco · b4 pedone del bianco · e4 alfiere del nero · d3 alfiere del bianco · f3 cavallo del bianco · g2 donna del bianco · d1 torre del bianco · g1 re del bianco | b8 cavallo del bianco · d8 cavallo del nero · c7 pedone del nero · a6 torre del nero · b5 pedone del nero · c5 pedone del bianco · d5 re del nero · f5 pedone del bianco · h5 torre del bianco · b4 pedone del bianco · e4 alfiere del nero · d3 alfiere del bianco · f3 cavallo del bianco · g2 donna del bianco · d1 torre del bianco · g1 re del bianco | b8 cavallo del bianco · d8 cavallo del nero · c7 pedone del nero · a6 torre del nero · b5 pedone del nero · c5 pedone del bianco · d5 re del nero · f5 pedone del bianco · h5 torre del bianco · b4 pedone del bianco · e4 alfiere del nero · d3 alfiere del bianco · f3 cavallo del bianco · g2 donna del bianco · d1 torre del bianco · g1 re del bianco | b8 cavallo del bianco · d8 cavallo del nero · c7 pedone del nero · a6 torre del nero · b5 pedone del nero · c5 pedone del bianco · d5 re del nero · f5 pedone del bianco · h5 torre del bianco · b4 pedone del bianco · e4 alfiere del nero · d3 alfiere del bianco · f3 cavallo del bianco · g2 donna del bianco · d1 torre del bianco · g1 re del bianco | b8 cavallo del bianco · d8 cavallo del nero · c7 pedone del nero · a6 torre del nero · b5 pedone del nero · c5 pedone del bianco · d5 re del nero · f5 pedone del bianco · h5 torre del bianco · b4 pedone del bianco · e4 alfiere del nero · d3 alfiere del bianco · f3 cavallo del bianco · g2 donna del bianco · d1 torre del bianco · g1 re del bianco | b8 cavallo del bianco · d8 cavallo del nero · c7 pedone del nero · a6 torre del nero · b5 pedone del nero · c5 pedone del bianco · d5 re del nero · f5 pedone del bianco · h5 torre del bianco · b4 pedone del bianco · e4 alfiere del nero · d3 alfiere del bianco · f3 cavallo del bianco · g2 donna del bianco · d1 torre del bianco · g1 re del bianco | b8 cavallo del bianco · d8 cavallo del nero · c7 pedone del nero · a6 torre del nero · b5 pedone del nero · c5 pedone del bianco · d5 re del nero · f5 pedone del bianco · h5 torre del bianco · b4 pedone del bianco · e4 alfiere del nero · d3 alfiere del bianco · f3 cavallo del bianco · g2 donna del bianco · d1 torre del bianco · g1 re del bianco | b8 cavallo del bianco · d8 cavallo del nero · c7 pedone del nero · a6 torre del nero · b5 pedone del nero · c5 pedone del bianco · d5 re del nero · f5 pedone del bianco · h5 torre del bianco · b4 pedone del bianco · e4 alfiere del nero · d3 alfiere del bianco · f3 cavallo del bianco · g2 donna del bianco · d1 torre del bianco · g1 re del bianco | 6 |
| 5 | b8 cavallo del bianco · d8 cavallo del nero · c7 pedone del nero · a6 torre del nero · b5 pedone del nero · c5 pedone del bianco · d5 re del nero · f5 pedone del bianco · h5 torre del bianco · b4 pedone del bianco · e4 alfiere del nero · d3 alfiere del bianco · f3 cavallo del bianco · g2 donna del bianco · d1 torre del bianco · g1 re del bianco | b8 cavallo del bianco · d8 cavallo del nero · c7 pedone del nero · a6 torre del nero · b5 pedone del nero · c5 pedone del bianco · d5 re del nero · f5 pedone del bianco · h5 torre del bianco · b4 pedone del bianco · e4 alfiere del nero · d3 alfiere del bianco · f3 cavallo del bianco · g2 donna del bianco · d1 torre del bianco · g1 re del bianco | b8 cavallo del bianco · d8 cavallo del nero · c7 pedone del nero · a6 torre del nero · b5 pedone del nero · c5 pedone del bianco · d5 re del nero · f5 pedone del bianco · h5 torre del bianco · b4 pedone del bianco · e4 alfiere del nero · d3 alfiere del bianco · f3 cavallo del bianco · g2 donna del bianco · d1 torre del bianco · g1 re del bianco | b8 cavallo del bianco · d8 cavallo del nero · c7 pedone del nero · a6 torre del nero · b5 pedone del nero · c5 pedone del bianco · d5 re del nero · f5 pedone del bianco · h5 torre del bianco · b4 pedone del bianco · e4 alfiere del nero · d3 alfiere del bianco · f3 cavallo del bianco · g2 donna del bianco · d1 torre del bianco · g1 re del bianco | b8 cavallo del bianco · d8 cavallo del nero · c7 pedone del nero · a6 torre del nero · b5 pedone del nero · c5 pedone del bianco · d5 re del nero · f5 pedone del bianco · h5 torre del bianco · b4 pedone del bianco · e4 alfiere del nero · d3 alfiere del bianco · f3 cavallo del bianco · g2 donna del bianco · d1 torre del bianco · g1 re del bianco | b8 cavallo del bianco · d8 cavallo del nero · c7 pedone del nero · a6 torre del nero · b5 pedone del nero · c5 pedone del bianco · d5 re del nero · f5 pedone del bianco · h5 torre del bianco · b4 pedone del bianco · e4 alfiere del nero · d3 alfiere del bianco · f3 cavallo del bianco · g2 donna del bianco · d1 torre del bianco · g1 re del bianco | b8 cavallo del bianco · d8 cavallo del nero · c7 pedone del nero · a6 torre del nero · b5 pedone del nero · c5 pedone del bianco · d5 re del nero · f5 pedone del bianco · h5 torre del bianco · b4 pedone del bianco · e4 alfiere del nero · d3 alfiere del bianco · f3 cavallo del bianco · g2 donna del bianco · d1 torre del bianco · g1 re del bianco | b8 cavallo del bianco · d8 cavallo del nero · c7 pedone del nero · a6 torre del nero · b5 pedone del nero · c5 pedone del bianco · d5 re del nero · f5 pedone del bianco · h5 torre del bianco · b4 pedone del bianco · e4 alfiere del nero · d3 alfiere del bianco · f3 cavallo del bianco · g2 donna del bianco · d1 torre del bianco · g1 re del bianco | 5 |
| 4 | b8 cavallo del bianco · d8 cavallo del nero · c7 pedone del nero · a6 torre del nero · b5 pedone del nero · c5 pedone del bianco · d5 re del nero · f5 pedone del bianco · h5 torre del bianco · b4 pedone del bianco · e4 alfiere del nero · d3 alfiere del bianco · f3 cavallo del bianco · g2 donna del bianco · d1 torre del bianco · g1 re del bianco | b8 cavallo del bianco · d8 cavallo del nero · c7 pedone del nero · a6 torre del nero · b5 pedone del nero · c5 pedone del bianco · d5 re del nero · f5 pedone del bianco · h5 torre del bianco · b4 pedone del bianco · e4 alfiere del nero · d3 alfiere del bianco · f3 cavallo del bianco · g2 donna del bianco · d1 torre del bianco · g1 re del bianco | b8 cavallo del bianco · d8 cavallo del nero · c7 pedone del nero · a6 torre del nero · b5 pedone del nero · c5 pedone del bianco · d5 re del nero · f5 pedone del bianco · h5 torre del bianco · b4 pedone del bianco · e4 alfiere del nero · d3 alfiere del bianco · f3 cavallo del bianco · g2 donna del bianco · d1 torre del bianco · g1 re del bianco | b8 cavallo del bianco · d8 cavallo del nero · c7 pedone del nero · a6 torre del nero · b5 pedone del nero · c5 pedone del bianco · d5 re del nero · f5 pedone del bianco · h5 torre del bianco · b4 pedone del bianco · e4 alfiere del nero · d3 alfiere del bianco · f3 cavallo del bianco · g2 donna del bianco · d1 torre del bianco · g1 re del bianco | b8 cavallo del bianco · d8 cavallo del nero · c7 pedone del nero · a6 torre del nero · b5 pedone del nero · c5 pedone del bianco · d5 re del nero · f5 pedone del bianco · h5 torre del bianco · b4 pedone del bianco · e4 alfiere del nero · d3 alfiere del bianco · f3 cavallo del bianco · g2 donna del bianco · d1 torre del bianco · g1 re del bianco | b8 cavallo del bianco · d8 cavallo del nero · c7 pedone del nero · a6 torre del nero · b5 pedone del nero · c5 pedone del bianco · d5 re del nero · f5 pedone del bianco · h5 torre del bianco · b4 pedone del bianco · e4 alfiere del nero · d3 alfiere del bianco · f3 cavallo del bianco · g2 donna del bianco · d1 torre del bianco · g1 re del bianco | b8 cavallo del bianco · d8 cavallo del nero · c7 pedone del nero · a6 torre del nero · b5 pedone del nero · c5 pedone del bianco · d5 re del nero · f5 pedone del bianco · h5 torre del bianco · b4 pedone del bianco · e4 alfiere del nero · d3 alfiere del bianco · f3 cavallo del bianco · g2 donna del bianco · d1 torre del bianco · g1 re del bianco | b8 cavallo del bianco · d8 cavallo del nero · c7 pedone del nero · a6 torre del nero · b5 pedone del nero · c5 pedone del bianco · d5 re del nero · f5 pedone del bianco · h5 torre del bianco · b4 pedone del bianco · e4 alfiere del nero · d3 alfiere del bianco · f3 cavallo del bianco · g2 donna del bianco · d1 torre del bianco · g1 re del bianco | 4 |
| 3 | b8 cavallo del bianco · d8 cavallo del nero · c7 pedone del nero · a6 torre del nero · b5 pedone del nero · c5 pedone del bianco · d5 re del nero · f5 pedone del bianco · h5 torre del bianco · b4 pedone del bianco · e4 alfiere del nero · d3 alfiere del bianco · f3 cavallo del bianco · g2 donna del bianco · d1 torre del bianco · g1 re del bianco | b8 cavallo del bianco · d8 cavallo del nero · c7 pedone del nero · a6 torre del nero · b5 pedone del nero · c5 pedone del bianco · d5 re del nero · f5 pedone del bianco · h5 torre del bianco · b4 pedone del bianco · e4 alfiere del nero · d3 alfiere del bianco · f3 cavallo del bianco · g2 donna del bianco · d1 torre del bianco · g1 re del bianco | b8 cavallo del bianco · d8 cavallo del nero · c7 pedone del nero · a6 torre del nero · b5 pedone del nero · c5 pedone del bianco · d5 re del nero · f5 pedone del bianco · h5 torre del bianco · b4 pedone del bianco · e4 alfiere del nero · d3 alfiere del bianco · f3 cavallo del bianco · g2 donna del bianco · d1 torre del bianco · g1 re del bianco | b8 cavallo del bianco · d8 cavallo del nero · c7 pedone del nero · a6 torre del nero · b5 pedone del nero · c5 pedone del bianco · d5 re del nero · f5 pedone del bianco · h5 torre del bianco · b4 pedone del bianco · e4 alfiere del nero · d3 alfiere del bianco · f3 cavallo del bianco · g2 donna del bianco · d1 torre del bianco · g1 re del bianco | b8 cavallo del bianco · d8 cavallo del nero · c7 pedone del nero · a6 torre del nero · b5 pedone del nero · c5 pedone del bianco · d5 re del nero · f5 pedone del bianco · h5 torre del bianco · b4 pedone del bianco · e4 alfiere del nero · d3 alfiere del bianco · f3 cavallo del bianco · g2 donna del bianco · d1 torre del bianco · g1 re del bianco | b8 cavallo del bianco · d8 cavallo del nero · c7 pedone del nero · a6 torre del nero · b5 pedone del nero · c5 pedone del bianco · d5 re del nero · f5 pedone del bianco · h5 torre del bianco · b4 pedone del bianco · e4 alfiere del nero · d3 alfiere del bianco · f3 cavallo del bianco · g2 donna del bianco · d1 torre del bianco · g1 re del bianco | b8 cavallo del bianco · d8 cavallo del nero · c7 pedone del nero · a6 torre del nero · b5 pedone del nero · c5 pedone del bianco · d5 re del nero · f5 pedone del bianco · h5 torre del bianco · b4 pedone del bianco · e4 alfiere del nero · d3 alfiere del bianco · f3 cavallo del bianco · g2 donna del bianco · d1 torre del bianco · g1 re del bianco | b8 cavallo del bianco · d8 cavallo del nero · c7 pedone del nero · a6 torre del nero · b5 pedone del nero · c5 pedone del bianco · d5 re del nero · f5 pedone del bianco · h5 torre del bianco · b4 pedone del bianco · e4 alfiere del nero · d3 alfiere del bianco · f3 cavallo del bianco · g2 donna del bianco · d1 torre del bianco · g1 re del bianco | 3 |
| 2 | b8 cavallo del bianco · d8 cavallo del nero · c7 pedone del nero · a6 torre del nero · b5 pedone del nero · c5 pedone del bianco · d5 re del nero · f5 pedone del bianco · h5 torre del bianco · b4 pedone del bianco · e4 alfiere del nero · d3 alfiere del bianco · f3 cavallo del bianco · g2 donna del bianco · d1 torre del bianco · g1 re del bianco | b8 cavallo del bianco · d8 cavallo del nero · c7 pedone del nero · a6 torre del nero · b5 pedone del nero · c5 pedone del bianco · d5 re del nero · f5 pedone del bianco · h5 torre del bianco · b4 pedone del bianco · e4 alfiere del nero · d3 alfiere del bianco · f3 cavallo del bianco · g2 donna del bianco · d1 torre del bianco · g1 re del bianco | b8 cavallo del bianco · d8 cavallo del nero · c7 pedone del nero · a6 torre del nero · b5 pedone del nero · c5 pedone del bianco · d5 re del nero · f5 pedone del bianco · h5 torre del bianco · b4 pedone del bianco · e4 alfiere del nero · d3 alfiere del bianco · f3 cavallo del bianco · g2 donna del bianco · d1 torre del bianco · g1 re del bianco | b8 cavallo del bianco · d8 cavallo del nero · c7 pedone del nero · a6 torre del nero · b5 pedone del nero · c5 pedone del bianco · d5 re del nero · f5 pedone del bianco · h5 torre del bianco · b4 pedone del bianco · e4 alfiere del nero · d3 alfiere del bianco · f3 cavallo del bianco · g2 donna del bianco · d1 torre del bianco · g1 re del bianco | b8 cavallo del bianco · d8 cavallo del nero · c7 pedone del nero · a6 torre del nero · b5 pedone del nero · c5 pedone del bianco · d5 re del nero · f5 pedone del bianco · h5 torre del bianco · b4 pedone del bianco · e4 alfiere del nero · d3 alfiere del bianco · f3 cavallo del bianco · g2 donna del bianco · d1 torre del bianco · g1 re del bianco | b8 cavallo del bianco · d8 cavallo del nero · c7 pedone del nero · a6 torre del nero · b5 pedone del nero · c5 pedone del bianco · d5 re del nero · f5 pedone del bianco · h5 torre del bianco · b4 pedone del bianco · e4 alfiere del nero · d3 alfiere del bianco · f3 cavallo del bianco · g2 donna del bianco · d1 torre del bianco · g1 re del bianco | b8 cavallo del bianco · d8 cavallo del nero · c7 pedone del nero · a6 torre del nero · b5 pedone del nero · c5 pedone del bianco · d5 re del nero · f5 pedone del bianco · h5 torre del bianco · b4 pedone del bianco · e4 alfiere del nero · d3 alfiere del bianco · f3 cavallo del bianco · g2 donna del bianco · d1 torre del bianco · g1 re del bianco | b8 cavallo del bianco · d8 cavallo del nero · c7 pedone del nero · a6 torre del nero · b5 pedone del nero · c5 pedone del bianco · d5 re del nero · f5 pedone del bianco · h5 torre del bianco · b4 pedone del bianco · e4 alfiere del nero · d3 alfiere del bianco · f3 cavallo del bianco · g2 donna del bianco · d1 torre del bianco · g1 re del bianco | 2 |
| 1 | b8 cavallo del bianco · d8 cavallo del nero · c7 pedone del nero · a6 torre del nero · b5 pedone del nero · c5 pedone del bianco · d5 re del nero · f5 pedone del bianco · h5 torre del bianco · b4 pedone del bianco · e4 alfiere del nero · d3 alfiere del bianco · f3 cavallo del bianco · g2 donna del bianco · d1 torre del bianco · g1 re del bianco | b8 cavallo del bianco · d8 cavallo del nero · c7 pedone del nero · a6 torre del nero · b5 pedone del nero · c5 pedone del bianco · d5 re del nero · f5 pedone del bianco · h5 torre del bianco · b4 pedone del bianco · e4 alfiere del nero · d3 alfiere del bianco · f3 cavallo del bianco · g2 donna del bianco · d1 torre del bianco · g1 re del bianco | b8 cavallo del bianco · d8 cavallo del nero · c7 pedone del nero · a6 torre del nero · b5 pedone del nero · c5 pedone del bianco · d5 re del nero · f5 pedone del bianco · h5 torre del bianco · b4 pedone del bianco · e4 alfiere del nero · d3 alfiere del bianco · f3 cavallo del bianco · g2 donna del bianco · d1 torre del bianco · g1 re del bianco | b8 cavallo del bianco · d8 cavallo del nero · c7 pedone del nero · a6 torre del nero · b5 pedone del nero · c5 pedone del bianco · d5 re del nero · f5 pedone del bianco · h5 torre del bianco · b4 pedone del bianco · e4 alfiere del nero · d3 alfiere del bianco · f3 cavallo del bianco · g2 donna del bianco · d1 torre del bianco · g1 re del bianco | b8 cavallo del bianco · d8 cavallo del nero · c7 pedone del nero · a6 torre del nero · b5 pedone del nero · c5 pedone del bianco · d5 re del nero · f5 pedone del bianco · h5 torre del bianco · b4 pedone del bianco · e4 alfiere del nero · d3 alfiere del bianco · f3 cavallo del bianco · g2 donna del bianco · d1 torre del bianco · g1 re del bianco | b8 cavallo del bianco · d8 cavallo del nero · c7 pedone del nero · a6 torre del nero · b5 pedone del nero · c5 pedone del bianco · d5 re del nero · f5 pedone del bianco · h5 torre del bianco · b4 pedone del bianco · e4 alfiere del nero · d3 alfiere del bianco · f3 cavallo del bianco · g2 donna del bianco · d1 torre del bianco · g1 re del bianco | b8 cavallo del bianco · d8 cavallo del nero · c7 pedone del nero · a6 torre del nero · b5 pedone del nero · c5 pedone del bianco · d5 re del nero · f5 pedone del bianco · h5 torre del bianco · b4 pedone del bianco · e4 alfiere del nero · d3 alfiere del bianco · f3 cavallo del bianco · g2 donna del bianco · d1 torre del bianco · g1 re del bianco | b8 cavallo del bianco · d8 cavallo del nero · c7 pedone del nero · a6 torre del nero · b5 pedone del nero · c5 pedone del bianco · d5 re del nero · f5 pedone del bianco · h5 torre del bianco · b4 pedone del bianco · e4 alfiere del nero · d3 alfiere del bianco · f3 cavallo del bianco · g2 donna del bianco · d1 torre del bianco · g1 re del bianco | 1 |
|   | a | b | c | d | e | f | g | h |   |

Soluzione:
Chiave: 1.Cc6!  (2. Ce7#)
1. ... Cxc6  2. Dg8#

1. ... Txc6  2. Da2#

1. ... Axd3  2. Ce5#

|   | a | b | c | d | e | f | g | h |   |
| 8 | a8 torre del bianco · d8 torre del nero · e8 re del nero · e7 pedone del nero · h7 cavallo del bianco · g6 pedone del bianco · c5 cavallo del nero · d5 alfiere del bianco · g4 donna del bianco · h4 alfiere del bianco · a3 alfiere del nero · d1 re del bianco | a8 torre del bianco · d8 torre del nero · e8 re del nero · e7 pedone del nero · h7 cavallo del bianco · g6 pedone del bianco · c5 cavallo del nero · d5 alfiere del bianco · g4 donna del bianco · h4 alfiere del bianco · a3 alfiere del nero · d1 re del bianco | a8 torre del bianco · d8 torre del nero · e8 re del nero · e7 pedone del nero · h7 cavallo del bianco · g6 pedone del bianco · c5 cavallo del nero · d5 alfiere del bianco · g4 donna del bianco · h4 alfiere del bianco · a3 alfiere del nero · d1 re del bianco | a8 torre del bianco · d8 torre del nero · e8 re del nero · e7 pedone del nero · h7 cavallo del bianco · g6 pedone del bianco · c5 cavallo del nero · d5 alfiere del bianco · g4 donna del bianco · h4 alfiere del bianco · a3 alfiere del nero · d1 re del bianco | a8 torre del bianco · d8 torre del nero · e8 re del nero · e7 pedone del nero · h7 cavallo del bianco · g6 pedone del bianco · c5 cavallo del nero · d5 alfiere del bianco · g4 donna del bianco · h4 alfiere del bianco · a3 alfiere del nero · d1 re del bianco | a8 torre del bianco · d8 torre del nero · e8 re del nero · e7 pedone del nero · h7 cavallo del bianco · g6 pedone del bianco · c5 cavallo del nero · d5 alfiere del bianco · g4 donna del bianco · h4 alfiere del bianco · a3 alfiere del nero · d1 re del bianco | a8 torre del bianco · d8 torre del nero · e8 re del nero · e7 pedone del nero · h7 cavallo del bianco · g6 pedone del bianco · c5 cavallo del nero · d5 alfiere del bianco · g4 donna del bianco · h4 alfiere del bianco · a3 alfiere del nero · d1 re del bianco | a8 torre del bianco · d8 torre del nero · e8 re del nero · e7 pedone del nero · h7 cavallo del bianco · g6 pedone del bianco · c5 cavallo del nero · d5 alfiere del bianco · g4 donna del bianco · h4 alfiere del bianco · a3 alfiere del nero · d1 re del bianco | 8 |
| 7 | a8 torre del bianco · d8 torre del nero · e8 re del nero · e7 pedone del nero · h7 cavallo del bianco · g6 pedone del bianco · c5 cavallo del nero · d5 alfiere del bianco · g4 donna del bianco · h4 alfiere del bianco · a3 alfiere del nero · d1 re del bianco | a8 torre del bianco · d8 torre del nero · e8 re del nero · e7 pedone del nero · h7 cavallo del bianco · g6 pedone del bianco · c5 cavallo del nero · d5 alfiere del bianco · g4 donna del bianco · h4 alfiere del bianco · a3 alfiere del nero · d1 re del bianco | a8 torre del bianco · d8 torre del nero · e8 re del nero · e7 pedone del nero · h7 cavallo del bianco · g6 pedone del bianco · c5 cavallo del nero · d5 alfiere del bianco · g4 donna del bianco · h4 alfiere del bianco · a3 alfiere del nero · d1 re del bianco | a8 torre del bianco · d8 torre del nero · e8 re del nero · e7 pedone del nero · h7 cavallo del bianco · g6 pedone del bianco · c5 cavallo del nero · d5 alfiere del bianco · g4 donna del bianco · h4 alfiere del bianco · a3 alfiere del nero · d1 re del bianco | a8 torre del bianco · d8 torre del nero · e8 re del nero · e7 pedone del nero · h7 cavallo del bianco · g6 pedone del bianco · c5 cavallo del nero · d5 alfiere del bianco · g4 donna del bianco · h4 alfiere del bianco · a3 alfiere del nero · d1 re del bianco | a8 torre del bianco · d8 torre del nero · e8 re del nero · e7 pedone del nero · h7 cavallo del bianco · g6 pedone del bianco · c5 cavallo del nero · d5 alfiere del bianco · g4 donna del bianco · h4 alfiere del bianco · a3 alfiere del nero · d1 re del bianco | a8 torre del bianco · d8 torre del nero · e8 re del nero · e7 pedone del nero · h7 cavallo del bianco · g6 pedone del bianco · c5 cavallo del nero · d5 alfiere del bianco · g4 donna del bianco · h4 alfiere del bianco · a3 alfiere del nero · d1 re del bianco | a8 torre del bianco · d8 torre del nero · e8 re del nero · e7 pedone del nero · h7 cavallo del bianco · g6 pedone del bianco · c5 cavallo del nero · d5 alfiere del bianco · g4 donna del bianco · h4 alfiere del bianco · a3 alfiere del nero · d1 re del bianco | 7 |
| 6 | a8 torre del bianco · d8 torre del nero · e8 re del nero · e7 pedone del nero · h7 cavallo del bianco · g6 pedone del bianco · c5 cavallo del nero · d5 alfiere del bianco · g4 donna del bianco · h4 alfiere del bianco · a3 alfiere del nero · d1 re del bianco | a8 torre del bianco · d8 torre del nero · e8 re del nero · e7 pedone del nero · h7 cavallo del bianco · g6 pedone del bianco · c5 cavallo del nero · d5 alfiere del bianco · g4 donna del bianco · h4 alfiere del bianco · a3 alfiere del nero · d1 re del bianco | a8 torre del bianco · d8 torre del nero · e8 re del nero · e7 pedone del nero · h7 cavallo del bianco · g6 pedone del bianco · c5 cavallo del nero · d5 alfiere del bianco · g4 donna del bianco · h4 alfiere del bianco · a3 alfiere del nero · d1 re del bianco | a8 torre del bianco · d8 torre del nero · e8 re del nero · e7 pedone del nero · h7 cavallo del bianco · g6 pedone del bianco · c5 cavallo del nero · d5 alfiere del bianco · g4 donna del bianco · h4 alfiere del bianco · a3 alfiere del nero · d1 re del bianco | a8 torre del bianco · d8 torre del nero · e8 re del nero · e7 pedone del nero · h7 cavallo del bianco · g6 pedone del bianco · c5 cavallo del nero · d5 alfiere del bianco · g4 donna del bianco · h4 alfiere del bianco · a3 alfiere del nero · d1 re del bianco | a8 torre del bianco · d8 torre del nero · e8 re del nero · e7 pedone del nero · h7 cavallo del bianco · g6 pedone del bianco · c5 cavallo del nero · d5 alfiere del bianco · g4 donna del bianco · h4 alfiere del bianco · a3 alfiere del nero · d1 re del bianco | a8 torre del bianco · d8 torre del nero · e8 re del nero · e7 pedone del nero · h7 cavallo del bianco · g6 pedone del bianco · c5 cavallo del nero · d5 alfiere del bianco · g4 donna del bianco · h4 alfiere del bianco · a3 alfiere del nero · d1 re del bianco | a8 torre del bianco · d8 torre del nero · e8 re del nero · e7 pedone del nero · h7 cavallo del bianco · g6 pedone del bianco · c5 cavallo del nero · d5 alfiere del bianco · g4 donna del bianco · h4 alfiere del bianco · a3 alfiere del nero · d1 re del bianco | 6 |
| 5 | a8 torre del bianco · d8 torre del nero · e8 re del nero · e7 pedone del nero · h7 cavallo del bianco · g6 pedone del bianco · c5 cavallo del nero · d5 alfiere del bianco · g4 donna del bianco · h4 alfiere del bianco · a3 alfiere del nero · d1 re del bianco | a8 torre del bianco · d8 torre del nero · e8 re del nero · e7 pedone del nero · h7 cavallo del bianco · g6 pedone del bianco · c5 cavallo del nero · d5 alfiere del bianco · g4 donna del bianco · h4 alfiere del bianco · a3 alfiere del nero · d1 re del bianco | a8 torre del bianco · d8 torre del nero · e8 re del nero · e7 pedone del nero · h7 cavallo del bianco · g6 pedone del bianco · c5 cavallo del nero · d5 alfiere del bianco · g4 donna del bianco · h4 alfiere del bianco · a3 alfiere del nero · d1 re del bianco | a8 torre del bianco · d8 torre del nero · e8 re del nero · e7 pedone del nero · h7 cavallo del bianco · g6 pedone del bianco · c5 cavallo del nero · d5 alfiere del bianco · g4 donna del bianco · h4 alfiere del bianco · a3 alfiere del nero · d1 re del bianco | a8 torre del bianco · d8 torre del nero · e8 re del nero · e7 pedone del nero · h7 cavallo del bianco · g6 pedone del bianco · c5 cavallo del nero · d5 alfiere del bianco · g4 donna del bianco · h4 alfiere del bianco · a3 alfiere del nero · d1 re del bianco | a8 torre del bianco · d8 torre del nero · e8 re del nero · e7 pedone del nero · h7 cavallo del bianco · g6 pedone del bianco · c5 cavallo del nero · d5 alfiere del bianco · g4 donna del bianco · h4 alfiere del bianco · a3 alfiere del nero · d1 re del bianco | a8 torre del bianco · d8 torre del nero · e8 re del nero · e7 pedone del nero · h7 cavallo del bianco · g6 pedone del bianco · c5 cavallo del nero · d5 alfiere del bianco · g4 donna del bianco · h4 alfiere del bianco · a3 alfiere del nero · d1 re del bianco | a8 torre del bianco · d8 torre del nero · e8 re del nero · e7 pedone del nero · h7 cavallo del bianco · g6 pedone del bianco · c5 cavallo del nero · d5 alfiere del bianco · g4 donna del bianco · h4 alfiere del bianco · a3 alfiere del nero · d1 re del bianco | 5 |
| 4 | a8 torre del bianco · d8 torre del nero · e8 re del nero · e7 pedone del nero · h7 cavallo del bianco · g6 pedone del bianco · c5 cavallo del nero · d5 alfiere del bianco · g4 donna del bianco · h4 alfiere del bianco · a3 alfiere del nero · d1 re del bianco | a8 torre del bianco · d8 torre del nero · e8 re del nero · e7 pedone del nero · h7 cavallo del bianco · g6 pedone del bianco · c5 cavallo del nero · d5 alfiere del bianco · g4 donna del bianco · h4 alfiere del bianco · a3 alfiere del nero · d1 re del bianco | a8 torre del bianco · d8 torre del nero · e8 re del nero · e7 pedone del nero · h7 cavallo del bianco · g6 pedone del bianco · c5 cavallo del nero · d5 alfiere del bianco · g4 donna del bianco · h4 alfiere del bianco · a3 alfiere del nero · d1 re del bianco | a8 torre del bianco · d8 torre del nero · e8 re del nero · e7 pedone del nero · h7 cavallo del bianco · g6 pedone del bianco · c5 cavallo del nero · d5 alfiere del bianco · g4 donna del bianco · h4 alfiere del bianco · a3 alfiere del nero · d1 re del bianco | a8 torre del bianco · d8 torre del nero · e8 re del nero · e7 pedone del nero · h7 cavallo del bianco · g6 pedone del bianco · c5 cavallo del nero · d5 alfiere del bianco · g4 donna del bianco · h4 alfiere del bianco · a3 alfiere del nero · d1 re del bianco | a8 torre del bianco · d8 torre del nero · e8 re del nero · e7 pedone del nero · h7 cavallo del bianco · g6 pedone del bianco · c5 cavallo del nero · d5 alfiere del bianco · g4 donna del bianco · h4 alfiere del bianco · a3 alfiere del nero · d1 re del bianco | a8 torre del bianco · d8 torre del nero · e8 re del nero · e7 pedone del nero · h7 cavallo del bianco · g6 pedone del bianco · c5 cavallo del nero · d5 alfiere del bianco · g4 donna del bianco · h4 alfiere del bianco · a3 alfiere del nero · d1 re del bianco | a8 torre del bianco · d8 torre del nero · e8 re del nero · e7 pedone del nero · h7 cavallo del bianco · g6 pedone del bianco · c5 cavallo del nero · d5 alfiere del bianco · g4 donna del bianco · h4 alfiere del bianco · a3 alfiere del nero · d1 re del bianco | 4 |
| 3 | a8 torre del bianco · d8 torre del nero · e8 re del nero · e7 pedone del nero · h7 cavallo del bianco · g6 pedone del bianco · c5 cavallo del nero · d5 alfiere del bianco · g4 donna del bianco · h4 alfiere del bianco · a3 alfiere del nero · d1 re del bianco | a8 torre del bianco · d8 torre del nero · e8 re del nero · e7 pedone del nero · h7 cavallo del bianco · g6 pedone del bianco · c5 cavallo del nero · d5 alfiere del bianco · g4 donna del bianco · h4 alfiere del bianco · a3 alfiere del nero · d1 re del bianco | a8 torre del bianco · d8 torre del nero · e8 re del nero · e7 pedone del nero · h7 cavallo del bianco · g6 pedone del bianco · c5 cavallo del nero · d5 alfiere del bianco · g4 donna del bianco · h4 alfiere del bianco · a3 alfiere del nero · d1 re del bianco | a8 torre del bianco · d8 torre del nero · e8 re del nero · e7 pedone del nero · h7 cavallo del bianco · g6 pedone del bianco · c5 cavallo del nero · d5 alfiere del bianco · g4 donna del bianco · h4 alfiere del bianco · a3 alfiere del nero · d1 re del bianco | a8 torre del bianco · d8 torre del nero · e8 re del nero · e7 pedone del nero · h7 cavallo del bianco · g6 pedone del bianco · c5 cavallo del nero · d5 alfiere del bianco · g4 donna del bianco · h4 alfiere del bianco · a3 alfiere del nero · d1 re del bianco | a8 torre del bianco · d8 torre del nero · e8 re del nero · e7 pedone del nero · h7 cavallo del bianco · g6 pedone del bianco · c5 cavallo del nero · d5 alfiere del bianco · g4 donna del bianco · h4 alfiere del bianco · a3 alfiere del nero · d1 re del bianco | a8 torre del bianco · d8 torre del nero · e8 re del nero · e7 pedone del nero · h7 cavallo del bianco · g6 pedone del bianco · c5 cavallo del nero · d5 alfiere del bianco · g4 donna del bianco · h4 alfiere del bianco · a3 alfiere del nero · d1 re del bianco | a8 torre del bianco · d8 torre del nero · e8 re del nero · e7 pedone del nero · h7 cavallo del bianco · g6 pedone del bianco · c5 cavallo del nero · d5 alfiere del bianco · g4 donna del bianco · h4 alfiere del bianco · a3 alfiere del nero · d1 re del bianco | 3 |
| 2 | a8 torre del bianco · d8 torre del nero · e8 re del nero · e7 pedone del nero · h7 cavallo del bianco · g6 pedone del bianco · c5 cavallo del nero · d5 alfiere del bianco · g4 donna del bianco · h4 alfiere del bianco · a3 alfiere del nero · d1 re del bianco | a8 torre del bianco · d8 torre del nero · e8 re del nero · e7 pedone del nero · h7 cavallo del bianco · g6 pedone del bianco · c5 cavallo del nero · d5 alfiere del bianco · g4 donna del bianco · h4 alfiere del bianco · a3 alfiere del nero · d1 re del bianco | a8 torre del bianco · d8 torre del nero · e8 re del nero · e7 pedone del nero · h7 cavallo del bianco · g6 pedone del bianco · c5 cavallo del nero · d5 alfiere del bianco · g4 donna del bianco · h4 alfiere del bianco · a3 alfiere del nero · d1 re del bianco | a8 torre del bianco · d8 torre del nero · e8 re del nero · e7 pedone del nero · h7 cavallo del bianco · g6 pedone del bianco · c5 cavallo del nero · d5 alfiere del bianco · g4 donna del bianco · h4 alfiere del bianco · a3 alfiere del nero · d1 re del bianco | a8 torre del bianco · d8 torre del nero · e8 re del nero · e7 pedone del nero · h7 cavallo del bianco · g6 pedone del bianco · c5 cavallo del nero · d5 alfiere del bianco · g4 donna del bianco · h4 alfiere del bianco · a3 alfiere del nero · d1 re del bianco | a8 torre del bianco · d8 torre del nero · e8 re del nero · e7 pedone del nero · h7 cavallo del bianco · g6 pedone del bianco · c5 cavallo del nero · d5 alfiere del bianco · g4 donna del bianco · h4 alfiere del bianco · a3 alfiere del nero · d1 re del bianco | a8 torre del bianco · d8 torre del nero · e8 re del nero · e7 pedone del nero · h7 cavallo del bianco · g6 pedone del bianco · c5 cavallo del nero · d5 alfiere del bianco · g4 donna del bianco · h4 alfiere del bianco · a3 alfiere del nero · d1 re del bianco | a8 torre del bianco · d8 torre del nero · e8 re del nero · e7 pedone del nero · h7 cavallo del bianco · g6 pedone del bianco · c5 cavallo del nero · d5 alfiere del bianco · g4 donna del bianco · h4 alfiere del bianco · a3 alfiere del nero · d1 re del bianco | 2 |
| 1 | a8 torre del bianco · d8 torre del nero · e8 re del nero · e7 pedone del nero · h7 cavallo del bianco · g6 pedone del bianco · c5 cavallo del nero · d5 alfiere del bianco · g4 donna del bianco · h4 alfiere del bianco · a3 alfiere del nero · d1 re del bianco | a8 torre del bianco · d8 torre del nero · e8 re del nero · e7 pedone del nero · h7 cavallo del bianco · g6 pedone del bianco · c5 cavallo del nero · d5 alfiere del bianco · g4 donna del bianco · h4 alfiere del bianco · a3 alfiere del nero · d1 re del bianco | a8 torre del bianco · d8 torre del nero · e8 re del nero · e7 pedone del nero · h7 cavallo del bianco · g6 pedone del bianco · c5 cavallo del nero · d5 alfiere del bianco · g4 donna del bianco · h4 alfiere del bianco · a3 alfiere del nero · d1 re del bianco | a8 torre del bianco · d8 torre del nero · e8 re del nero · e7 pedone del nero · h7 cavallo del bianco · g6 pedone del bianco · c5 cavallo del nero · d5 alfiere del bianco · g4 donna del bianco · h4 alfiere del bianco · a3 alfiere del nero · d1 re del bianco | a8 torre del bianco · d8 torre del nero · e8 re del nero · e7 pedone del nero · h7 cavallo del bianco · g6 pedone del bianco · c5 cavallo del nero · d5 alfiere del bianco · g4 donna del bianco · h4 alfiere del bianco · a3 alfiere del nero · d1 re del bianco | a8 torre del bianco · d8 torre del nero · e8 re del nero · e7 pedone del nero · h7 cavallo del bianco · g6 pedone del bianco · c5 cavallo del nero · d5 alfiere del bianco · g4 donna del bianco · h4 alfiere del bianco · a3 alfiere del nero · d1 re del bianco | a8 torre del bianco · d8 torre del nero · e8 re del nero · e7 pedone del nero · h7 cavallo del bianco · g6 pedone del bianco · c5 cavallo del nero · d5 alfiere del bianco · g4 donna del bianco · h4 alfiere del bianco · a3 alfiere del nero · d1 re del bianco | a8 torre del bianco · d8 torre del nero · e8 re del nero · e7 pedone del nero · h7 cavallo del bianco · g6 pedone del bianco · c5 cavallo del nero · d5 alfiere del bianco · g4 donna del bianco · h4 alfiere del bianco · a3 alfiere del nero · d1 re del bianco | 1 |
|   | a | b | c | d | e | f | g | h |   |

Soluzione:
Chiave: 1. De2!  (2. Dxe7 #)

1. ...Cb7 (a6, b3, d6, e4) 2. Db5#

1. ...Cd3  2. Ac6#

1. ...Cd7  2. Af7#

|   | a | b | c | d | e | f | g | h |   |
| 8 | d8 torre del bianco · g8 cavallo del nero · c7 pedone del nero · b6 alfiere del nero · c6 re del nero · c5 cavallo del bianco · d5 cavallo del bianco · a4 pedone del nero · b4 pedone del nero · c4 donna del bianco · g4 pedone del nero · a3 donna del nero · f3 pedone del nero · g3 re del bianco · c1 torre del bianco · g1 alfiere del bianco · h1 alfiere del bianco | d8 torre del bianco · g8 cavallo del nero · c7 pedone del nero · b6 alfiere del nero · c6 re del nero · c5 cavallo del bianco · d5 cavallo del bianco · a4 pedone del nero · b4 pedone del nero · c4 donna del bianco · g4 pedone del nero · a3 donna del nero · f3 pedone del nero · g3 re del bianco · c1 torre del bianco · g1 alfiere del bianco · h1 alfiere del bianco | d8 torre del bianco · g8 cavallo del nero · c7 pedone del nero · b6 alfiere del nero · c6 re del nero · c5 cavallo del bianco · d5 cavallo del bianco · a4 pedone del nero · b4 pedone del nero · c4 donna del bianco · g4 pedone del nero · a3 donna del nero · f3 pedone del nero · g3 re del bianco · c1 torre del bianco · g1 alfiere del bianco · h1 alfiere del bianco | d8 torre del bianco · g8 cavallo del nero · c7 pedone del nero · b6 alfiere del nero · c6 re del nero · c5 cavallo del bianco · d5 cavallo del bianco · a4 pedone del nero · b4 pedone del nero · c4 donna del bianco · g4 pedone del nero · a3 donna del nero · f3 pedone del nero · g3 re del bianco · c1 torre del bianco · g1 alfiere del bianco · h1 alfiere del bianco | d8 torre del bianco · g8 cavallo del nero · c7 pedone del nero · b6 alfiere del nero · c6 re del nero · c5 cavallo del bianco · d5 cavallo del bianco · a4 pedone del nero · b4 pedone del nero · c4 donna del bianco · g4 pedone del nero · a3 donna del nero · f3 pedone del nero · g3 re del bianco · c1 torre del bianco · g1 alfiere del bianco · h1 alfiere del bianco | d8 torre del bianco · g8 cavallo del nero · c7 pedone del nero · b6 alfiere del nero · c6 re del nero · c5 cavallo del bianco · d5 cavallo del bianco · a4 pedone del nero · b4 pedone del nero · c4 donna del bianco · g4 pedone del nero · a3 donna del nero · f3 pedone del nero · g3 re del bianco · c1 torre del bianco · g1 alfiere del bianco · h1 alfiere del bianco | d8 torre del bianco · g8 cavallo del nero · c7 pedone del nero · b6 alfiere del nero · c6 re del nero · c5 cavallo del bianco · d5 cavallo del bianco · a4 pedone del nero · b4 pedone del nero · c4 donna del bianco · g4 pedone del nero · a3 donna del nero · f3 pedone del nero · g3 re del bianco · c1 torre del bianco · g1 alfiere del bianco · h1 alfiere del bianco | d8 torre del bianco · g8 cavallo del nero · c7 pedone del nero · b6 alfiere del nero · c6 re del nero · c5 cavallo del bianco · d5 cavallo del bianco · a4 pedone del nero · b4 pedone del nero · c4 donna del bianco · g4 pedone del nero · a3 donna del nero · f3 pedone del nero · g3 re del bianco · c1 torre del bianco · g1 alfiere del bianco · h1 alfiere del bianco | 8 |
| 7 | d8 torre del bianco · g8 cavallo del nero · c7 pedone del nero · b6 alfiere del nero · c6 re del nero · c5 cavallo del bianco · d5 cavallo del bianco · a4 pedone del nero · b4 pedone del nero · c4 donna del bianco · g4 pedone del nero · a3 donna del nero · f3 pedone del nero · g3 re del bianco · c1 torre del bianco · g1 alfiere del bianco · h1 alfiere del bianco | d8 torre del bianco · g8 cavallo del nero · c7 pedone del nero · b6 alfiere del nero · c6 re del nero · c5 cavallo del bianco · d5 cavallo del bianco · a4 pedone del nero · b4 pedone del nero · c4 donna del bianco · g4 pedone del nero · a3 donna del nero · f3 pedone del nero · g3 re del bianco · c1 torre del bianco · g1 alfiere del bianco · h1 alfiere del bianco | d8 torre del bianco · g8 cavallo del nero · c7 pedone del nero · b6 alfiere del nero · c6 re del nero · c5 cavallo del bianco · d5 cavallo del bianco · a4 pedone del nero · b4 pedone del nero · c4 donna del bianco · g4 pedone del nero · a3 donna del nero · f3 pedone del nero · g3 re del bianco · c1 torre del bianco · g1 alfiere del bianco · h1 alfiere del bianco | d8 torre del bianco · g8 cavallo del nero · c7 pedone del nero · b6 alfiere del nero · c6 re del nero · c5 cavallo del bianco · d5 cavallo del bianco · a4 pedone del nero · b4 pedone del nero · c4 donna del bianco · g4 pedone del nero · a3 donna del nero · f3 pedone del nero · g3 re del bianco · c1 torre del bianco · g1 alfiere del bianco · h1 alfiere del bianco | d8 torre del bianco · g8 cavallo del nero · c7 pedone del nero · b6 alfiere del nero · c6 re del nero · c5 cavallo del bianco · d5 cavallo del bianco · a4 pedone del nero · b4 pedone del nero · c4 donna del bianco · g4 pedone del nero · a3 donna del nero · f3 pedone del nero · g3 re del bianco · c1 torre del bianco · g1 alfiere del bianco · h1 alfiere del bianco | d8 torre del bianco · g8 cavallo del nero · c7 pedone del nero · b6 alfiere del nero · c6 re del nero · c5 cavallo del bianco · d5 cavallo del bianco · a4 pedone del nero · b4 pedone del nero · c4 donna del bianco · g4 pedone del nero · a3 donna del nero · f3 pedone del nero · g3 re del bianco · c1 torre del bianco · g1 alfiere del bianco · h1 alfiere del bianco | d8 torre del bianco · g8 cavallo del nero · c7 pedone del nero · b6 alfiere del nero · c6 re del nero · c5 cavallo del bianco · d5 cavallo del bianco · a4 pedone del nero · b4 pedone del nero · c4 donna del bianco · g4 pedone del nero · a3 donna del nero · f3 pedone del nero · g3 re del bianco · c1 torre del bianco · g1 alfiere del bianco · h1 alfiere del bianco | d8 torre del bianco · g8 cavallo del nero · c7 pedone del nero · b6 alfiere del nero · c6 re del nero · c5 cavallo del bianco · d5 cavallo del bianco · a4 pedone del nero · b4 pedone del nero · c4 donna del bianco · g4 pedone del nero · a3 donna del nero · f3 pedone del nero · g3 re del bianco · c1 torre del bianco · g1 alfiere del bianco · h1 alfiere del bianco | 7 |
| 6 | d8 torre del bianco · g8 cavallo del nero · c7 pedone del nero · b6 alfiere del nero · c6 re del nero · c5 cavallo del bianco · d5 cavallo del bianco · a4 pedone del nero · b4 pedone del nero · c4 donna del bianco · g4 pedone del nero · a3 donna del nero · f3 pedone del nero · g3 re del bianco · c1 torre del bianco · g1 alfiere del bianco · h1 alfiere del bianco | d8 torre del bianco · g8 cavallo del nero · c7 pedone del nero · b6 alfiere del nero · c6 re del nero · c5 cavallo del bianco · d5 cavallo del bianco · a4 pedone del nero · b4 pedone del nero · c4 donna del bianco · g4 pedone del nero · a3 donna del nero · f3 pedone del nero · g3 re del bianco · c1 torre del bianco · g1 alfiere del bianco · h1 alfiere del bianco | d8 torre del bianco · g8 cavallo del nero · c7 pedone del nero · b6 alfiere del nero · c6 re del nero · c5 cavallo del bianco · d5 cavallo del bianco · a4 pedone del nero · b4 pedone del nero · c4 donna del bianco · g4 pedone del nero · a3 donna del nero · f3 pedone del nero · g3 re del bianco · c1 torre del bianco · g1 alfiere del bianco · h1 alfiere del bianco | d8 torre del bianco · g8 cavallo del nero · c7 pedone del nero · b6 alfiere del nero · c6 re del nero · c5 cavallo del bianco · d5 cavallo del bianco · a4 pedone del nero · b4 pedone del nero · c4 donna del bianco · g4 pedone del nero · a3 donna del nero · f3 pedone del nero · g3 re del bianco · c1 torre del bianco · g1 alfiere del bianco · h1 alfiere del bianco | d8 torre del bianco · g8 cavallo del nero · c7 pedone del nero · b6 alfiere del nero · c6 re del nero · c5 cavallo del bianco · d5 cavallo del bianco · a4 pedone del nero · b4 pedone del nero · c4 donna del bianco · g4 pedone del nero · a3 donna del nero · f3 pedone del nero · g3 re del bianco · c1 torre del bianco · g1 alfiere del bianco · h1 alfiere del bianco | d8 torre del bianco · g8 cavallo del nero · c7 pedone del nero · b6 alfiere del nero · c6 re del nero · c5 cavallo del bianco · d5 cavallo del bianco · a4 pedone del nero · b4 pedone del nero · c4 donna del bianco · g4 pedone del nero · a3 donna del nero · f3 pedone del nero · g3 re del bianco · c1 torre del bianco · g1 alfiere del bianco · h1 alfiere del bianco | d8 torre del bianco · g8 cavallo del nero · c7 pedone del nero · b6 alfiere del nero · c6 re del nero · c5 cavallo del bianco · d5 cavallo del bianco · a4 pedone del nero · b4 pedone del nero · c4 donna del bianco · g4 pedone del nero · a3 donna del nero · f3 pedone del nero · g3 re del bianco · c1 torre del bianco · g1 alfiere del bianco · h1 alfiere del bianco | d8 torre del bianco · g8 cavallo del nero · c7 pedone del nero · b6 alfiere del nero · c6 re del nero · c5 cavallo del bianco · d5 cavallo del bianco · a4 pedone del nero · b4 pedone del nero · c4 donna del bianco · g4 pedone del nero · a3 donna del nero · f3 pedone del nero · g3 re del bianco · c1 torre del bianco · g1 alfiere del bianco · h1 alfiere del bianco | 6 |
| 5 | d8 torre del bianco · g8 cavallo del nero · c7 pedone del nero · b6 alfiere del nero · c6 re del nero · c5 cavallo del bianco · d5 cavallo del bianco · a4 pedone del nero · b4 pedone del nero · c4 donna del bianco · g4 pedone del nero · a3 donna del nero · f3 pedone del nero · g3 re del bianco · c1 torre del bianco · g1 alfiere del bianco · h1 alfiere del bianco | d8 torre del bianco · g8 cavallo del nero · c7 pedone del nero · b6 alfiere del nero · c6 re del nero · c5 cavallo del bianco · d5 cavallo del bianco · a4 pedone del nero · b4 pedone del nero · c4 donna del bianco · g4 pedone del nero · a3 donna del nero · f3 pedone del nero · g3 re del bianco · c1 torre del bianco · g1 alfiere del bianco · h1 alfiere del bianco | d8 torre del bianco · g8 cavallo del nero · c7 pedone del nero · b6 alfiere del nero · c6 re del nero · c5 cavallo del bianco · d5 cavallo del bianco · a4 pedone del nero · b4 pedone del nero · c4 donna del bianco · g4 pedone del nero · a3 donna del nero · f3 pedone del nero · g3 re del bianco · c1 torre del bianco · g1 alfiere del bianco · h1 alfiere del bianco | d8 torre del bianco · g8 cavallo del nero · c7 pedone del nero · b6 alfiere del nero · c6 re del nero · c5 cavallo del bianco · d5 cavallo del bianco · a4 pedone del nero · b4 pedone del nero · c4 donna del bianco · g4 pedone del nero · a3 donna del nero · f3 pedone del nero · g3 re del bianco · c1 torre del bianco · g1 alfiere del bianco · h1 alfiere del bianco | d8 torre del bianco · g8 cavallo del nero · c7 pedone del nero · b6 alfiere del nero · c6 re del nero · c5 cavallo del bianco · d5 cavallo del bianco · a4 pedone del nero · b4 pedone del nero · c4 donna del bianco · g4 pedone del nero · a3 donna del nero · f3 pedone del nero · g3 re del bianco · c1 torre del bianco · g1 alfiere del bianco · h1 alfiere del bianco | d8 torre del bianco · g8 cavallo del nero · c7 pedone del nero · b6 alfiere del nero · c6 re del nero · c5 cavallo del bianco · d5 cavallo del bianco · a4 pedone del nero · b4 pedone del nero · c4 donna del bianco · g4 pedone del nero · a3 donna del nero · f3 pedone del nero · g3 re del bianco · c1 torre del bianco · g1 alfiere del bianco · h1 alfiere del bianco | d8 torre del bianco · g8 cavallo del nero · c7 pedone del nero · b6 alfiere del nero · c6 re del nero · c5 cavallo del bianco · d5 cavallo del bianco · a4 pedone del nero · b4 pedone del nero · c4 donna del bianco · g4 pedone del nero · a3 donna del nero · f3 pedone del nero · g3 re del bianco · c1 torre del bianco · g1 alfiere del bianco · h1 alfiere del bianco | d8 torre del bianco · g8 cavallo del nero · c7 pedone del nero · b6 alfiere del nero · c6 re del nero · c5 cavallo del bianco · d5 cavallo del bianco · a4 pedone del nero · b4 pedone del nero · c4 donna del bianco · g4 pedone del nero · a3 donna del nero · f3 pedone del nero · g3 re del bianco · c1 torre del bianco · g1 alfiere del bianco · h1 alfiere del bianco | 5 |
| 4 | d8 torre del bianco · g8 cavallo del nero · c7 pedone del nero · b6 alfiere del nero · c6 re del nero · c5 cavallo del bianco · d5 cavallo del bianco · a4 pedone del nero · b4 pedone del nero · c4 donna del bianco · g4 pedone del nero · a3 donna del nero · f3 pedone del nero · g3 re del bianco · c1 torre del bianco · g1 alfiere del bianco · h1 alfiere del bianco | d8 torre del bianco · g8 cavallo del nero · c7 pedone del nero · b6 alfiere del nero · c6 re del nero · c5 cavallo del bianco · d5 cavallo del bianco · a4 pedone del nero · b4 pedone del nero · c4 donna del bianco · g4 pedone del nero · a3 donna del nero · f3 pedone del nero · g3 re del bianco · c1 torre del bianco · g1 alfiere del bianco · h1 alfiere del bianco | d8 torre del bianco · g8 cavallo del nero · c7 pedone del nero · b6 alfiere del nero · c6 re del nero · c5 cavallo del bianco · d5 cavallo del bianco · a4 pedone del nero · b4 pedone del nero · c4 donna del bianco · g4 pedone del nero · a3 donna del nero · f3 pedone del nero · g3 re del bianco · c1 torre del bianco · g1 alfiere del bianco · h1 alfiere del bianco | d8 torre del bianco · g8 cavallo del nero · c7 pedone del nero · b6 alfiere del nero · c6 re del nero · c5 cavallo del bianco · d5 cavallo del bianco · a4 pedone del nero · b4 pedone del nero · c4 donna del bianco · g4 pedone del nero · a3 donna del nero · f3 pedone del nero · g3 re del bianco · c1 torre del bianco · g1 alfiere del bianco · h1 alfiere del bianco | d8 torre del bianco · g8 cavallo del nero · c7 pedone del nero · b6 alfiere del nero · c6 re del nero · c5 cavallo del bianco · d5 cavallo del bianco · a4 pedone del nero · b4 pedone del nero · c4 donna del bianco · g4 pedone del nero · a3 donna del nero · f3 pedone del nero · g3 re del bianco · c1 torre del bianco · g1 alfiere del bianco · h1 alfiere del bianco | d8 torre del bianco · g8 cavallo del nero · c7 pedone del nero · b6 alfiere del nero · c6 re del nero · c5 cavallo del bianco · d5 cavallo del bianco · a4 pedone del nero · b4 pedone del nero · c4 donna del bianco · g4 pedone del nero · a3 donna del nero · f3 pedone del nero · g3 re del bianco · c1 torre del bianco · g1 alfiere del bianco · h1 alfiere del bianco | d8 torre del bianco · g8 cavallo del nero · c7 pedone del nero · b6 alfiere del nero · c6 re del nero · c5 cavallo del bianco · d5 cavallo del bianco · a4 pedone del nero · b4 pedone del nero · c4 donna del bianco · g4 pedone del nero · a3 donna del nero · f3 pedone del nero · g3 re del bianco · c1 torre del bianco · g1 alfiere del bianco · h1 alfiere del bianco | d8 torre del bianco · g8 cavallo del nero · c7 pedone del nero · b6 alfiere del nero · c6 re del nero · c5 cavallo del bianco · d5 cavallo del bianco · a4 pedone del nero · b4 pedone del nero · c4 donna del bianco · g4 pedone del nero · a3 donna del nero · f3 pedone del nero · g3 re del bianco · c1 torre del bianco · g1 alfiere del bianco · h1 alfiere del bianco | 4 |
| 3 | d8 torre del bianco · g8 cavallo del nero · c7 pedone del nero · b6 alfiere del nero · c6 re del nero · c5 cavallo del bianco · d5 cavallo del bianco · a4 pedone del nero · b4 pedone del nero · c4 donna del bianco · g4 pedone del nero · a3 donna del nero · f3 pedone del nero · g3 re del bianco · c1 torre del bianco · g1 alfiere del bianco · h1 alfiere del bianco | d8 torre del bianco · g8 cavallo del nero · c7 pedone del nero · b6 alfiere del nero · c6 re del nero · c5 cavallo del bianco · d5 cavallo del bianco · a4 pedone del nero · b4 pedone del nero · c4 donna del bianco · g4 pedone del nero · a3 donna del nero · f3 pedone del nero · g3 re del bianco · c1 torre del bianco · g1 alfiere del bianco · h1 alfiere del bianco | d8 torre del bianco · g8 cavallo del nero · c7 pedone del nero · b6 alfiere del nero · c6 re del nero · c5 cavallo del bianco · d5 cavallo del bianco · a4 pedone del nero · b4 pedone del nero · c4 donna del bianco · g4 pedone del nero · a3 donna del nero · f3 pedone del nero · g3 re del bianco · c1 torre del bianco · g1 alfiere del bianco · h1 alfiere del bianco | d8 torre del bianco · g8 cavallo del nero · c7 pedone del nero · b6 alfiere del nero · c6 re del nero · c5 cavallo del bianco · d5 cavallo del bianco · a4 pedone del nero · b4 pedone del nero · c4 donna del bianco · g4 pedone del nero · a3 donna del nero · f3 pedone del nero · g3 re del bianco · c1 torre del bianco · g1 alfiere del bianco · h1 alfiere del bianco | d8 torre del bianco · g8 cavallo del nero · c7 pedone del nero · b6 alfiere del nero · c6 re del nero · c5 cavallo del bianco · d5 cavallo del bianco · a4 pedone del nero · b4 pedone del nero · c4 donna del bianco · g4 pedone del nero · a3 donna del nero · f3 pedone del nero · g3 re del bianco · c1 torre del bianco · g1 alfiere del bianco · h1 alfiere del bianco | d8 torre del bianco · g8 cavallo del nero · c7 pedone del nero · b6 alfiere del nero · c6 re del nero · c5 cavallo del bianco · d5 cavallo del bianco · a4 pedone del nero · b4 pedone del nero · c4 donna del bianco · g4 pedone del nero · a3 donna del nero · f3 pedone del nero · g3 re del bianco · c1 torre del bianco · g1 alfiere del bianco · h1 alfiere del bianco | d8 torre del bianco · g8 cavallo del nero · c7 pedone del nero · b6 alfiere del nero · c6 re del nero · c5 cavallo del bianco · d5 cavallo del bianco · a4 pedone del nero · b4 pedone del nero · c4 donna del bianco · g4 pedone del nero · a3 donna del nero · f3 pedone del nero · g3 re del bianco · c1 torre del bianco · g1 alfiere del bianco · h1 alfiere del bianco | d8 torre del bianco · g8 cavallo del nero · c7 pedone del nero · b6 alfiere del nero · c6 re del nero · c5 cavallo del bianco · d5 cavallo del bianco · a4 pedone del nero · b4 pedone del nero · c4 donna del bianco · g4 pedone del nero · a3 donna del nero · f3 pedone del nero · g3 re del bianco · c1 torre del bianco · g1 alfiere del bianco · h1 alfiere del bianco | 3 |
| 2 | d8 torre del bianco · g8 cavallo del nero · c7 pedone del nero · b6 alfiere del nero · c6 re del nero · c5 cavallo del bianco · d5 cavallo del bianco · a4 pedone del nero · b4 pedone del nero · c4 donna del bianco · g4 pedone del nero · a3 donna del nero · f3 pedone del nero · g3 re del bianco · c1 torre del bianco · g1 alfiere del bianco · h1 alfiere del bianco | d8 torre del bianco · g8 cavallo del nero · c7 pedone del nero · b6 alfiere del nero · c6 re del nero · c5 cavallo del bianco · d5 cavallo del bianco · a4 pedone del nero · b4 pedone del nero · c4 donna del bianco · g4 pedone del nero · a3 donna del nero · f3 pedone del nero · g3 re del bianco · c1 torre del bianco · g1 alfiere del bianco · h1 alfiere del bianco | d8 torre del bianco · g8 cavallo del nero · c7 pedone del nero · b6 alfiere del nero · c6 re del nero · c5 cavallo del bianco · d5 cavallo del bianco · a4 pedone del nero · b4 pedone del nero · c4 donna del bianco · g4 pedone del nero · a3 donna del nero · f3 pedone del nero · g3 re del bianco · c1 torre del bianco · g1 alfiere del bianco · h1 alfiere del bianco | d8 torre del bianco · g8 cavallo del nero · c7 pedone del nero · b6 alfiere del nero · c6 re del nero · c5 cavallo del bianco · d5 cavallo del bianco · a4 pedone del nero · b4 pedone del nero · c4 donna del bianco · g4 pedone del nero · a3 donna del nero · f3 pedone del nero · g3 re del bianco · c1 torre del bianco · g1 alfiere del bianco · h1 alfiere del bianco | d8 torre del bianco · g8 cavallo del nero · c7 pedone del nero · b6 alfiere del nero · c6 re del nero · c5 cavallo del bianco · d5 cavallo del bianco · a4 pedone del nero · b4 pedone del nero · c4 donna del bianco · g4 pedone del nero · a3 donna del nero · f3 pedone del nero · g3 re del bianco · c1 torre del bianco · g1 alfiere del bianco · h1 alfiere del bianco | d8 torre del bianco · g8 cavallo del nero · c7 pedone del nero · b6 alfiere del nero · c6 re del nero · c5 cavallo del bianco · d5 cavallo del bianco · a4 pedone del nero · b4 pedone del nero · c4 donna del bianco · g4 pedone del nero · a3 donna del nero · f3 pedone del nero · g3 re del bianco · c1 torre del bianco · g1 alfiere del bianco · h1 alfiere del bianco | d8 torre del bianco · g8 cavallo del nero · c7 pedone del nero · b6 alfiere del nero · c6 re del nero · c5 cavallo del bianco · d5 cavallo del bianco · a4 pedone del nero · b4 pedone del nero · c4 donna del bianco · g4 pedone del nero · a3 donna del nero · f3 pedone del nero · g3 re del bianco · c1 torre del bianco · g1 alfiere del bianco · h1 alfiere del bianco | d8 torre del bianco · g8 cavallo del nero · c7 pedone del nero · b6 alfiere del nero · c6 re del nero · c5 cavallo del bianco · d5 cavallo del bianco · a4 pedone del nero · b4 pedone del nero · c4 donna del bianco · g4 pedone del nero · a3 donna del nero · f3 pedone del nero · g3 re del bianco · c1 torre del bianco · g1 alfiere del bianco · h1 alfiere del bianco | 2 |
| 1 | d8 torre del bianco · g8 cavallo del nero · c7 pedone del nero · b6 alfiere del nero · c6 re del nero · c5 cavallo del bianco · d5 cavallo del bianco · a4 pedone del nero · b4 pedone del nero · c4 donna del bianco · g4 pedone del nero · a3 donna del nero · f3 pedone del nero · g3 re del bianco · c1 torre del bianco · g1 alfiere del bianco · h1 alfiere del bianco | d8 torre del bianco · g8 cavallo del nero · c7 pedone del nero · b6 alfiere del nero · c6 re del nero · c5 cavallo del bianco · d5 cavallo del bianco · a4 pedone del nero · b4 pedone del nero · c4 donna del bianco · g4 pedone del nero · a3 donna del nero · f3 pedone del nero · g3 re del bianco · c1 torre del bianco · g1 alfiere del bianco · h1 alfiere del bianco | d8 torre del bianco · g8 cavallo del nero · c7 pedone del nero · b6 alfiere del nero · c6 re del nero · c5 cavallo del bianco · d5 cavallo del bianco · a4 pedone del nero · b4 pedone del nero · c4 donna del bianco · g4 pedone del nero · a3 donna del nero · f3 pedone del nero · g3 re del bianco · c1 torre del bianco · g1 alfiere del bianco · h1 alfiere del bianco | d8 torre del bianco · g8 cavallo del nero · c7 pedone del nero · b6 alfiere del nero · c6 re del nero · c5 cavallo del bianco · d5 cavallo del bianco · a4 pedone del nero · b4 pedone del nero · c4 donna del bianco · g4 pedone del nero · a3 donna del nero · f3 pedone del nero · g3 re del bianco · c1 torre del bianco · g1 alfiere del bianco · h1 alfiere del bianco | d8 torre del bianco · g8 cavallo del nero · c7 pedone del nero · b6 alfiere del nero · c6 re del nero · c5 cavallo del bianco · d5 cavallo del bianco · a4 pedone del nero · b4 pedone del nero · c4 donna del bianco · g4 pedone del nero · a3 donna del nero · f3 pedone del nero · g3 re del bianco · c1 torre del bianco · g1 alfiere del bianco · h1 alfiere del bianco | d8 torre del bianco · g8 cavallo del nero · c7 pedone del nero · b6 alfiere del nero · c6 re del nero · c5 cavallo del bianco · d5 cavallo del bianco · a4 pedone del nero · b4 pedone del nero · c4 donna del bianco · g4 pedone del nero · a3 donna del nero · f3 pedone del nero · g3 re del bianco · c1 torre del bianco · g1 alfiere del bianco · h1 alfiere del bianco | d8 torre del bianco · g8 cavallo del nero · c7 pedone del nero · b6 alfiere del nero · c6 re del nero · c5 cavallo del bianco · d5 cavallo del bianco · a4 pedone del nero · b4 pedone del nero · c4 donna del bianco · g4 pedone del nero · a3 donna del nero · f3 pedone del nero · g3 re del bianco · c1 torre del bianco · g1 alfiere del bianco · h1 alfiere del bianco | d8 torre del bianco · g8 cavallo del nero · c7 pedone del nero · b6 alfiere del nero · c6 re del nero · c5 cavallo del bianco · d5 cavallo del bianco · a4 pedone del nero · b4 pedone del nero · c4 donna del bianco · g4 pedone del nero · a3 donna del nero · f3 pedone del nero · g3 re del bianco · c1 torre del bianco · g1 alfiere del bianco · h1 alfiere del bianco | 1 |
|   | a | b | c | d | e | f | g | h |   |

Soluzione:
Chiave: 1. De2!  (2. De8#)

1. ...fxe2+  2. Cc3# 

1. ...f2+  2. Ce3#

1. ...Axc5  2. Da6#

1. ...De3  2. Cxb4#

1. ...Cf6  2. Ce7#